# Visquard
Visquard is een dorp in de Duitse gemeente Krummhörn, deelstaat Nedersaksen, en telt 693 inwoners (2012).
Het dorp ligt op een terp met een doorsnede van circa 450 meter en een hoogte van 6 meter boven zeeniveau. Op het hoogste punt ligt de kerk van Visquard.

## Geschiedenis
Visquard wordt in 945 voor het eerst genoemd, onder de gelatiniseerde dorpsnaam villa Frisgana, en later als Viscuwirda. Deze naam wordt door Karl Leiner vertaald als wierdedorp waarvan de inwoners van vis (visc) leven.
Dat Visquard vroeger was omgeven door water blijkt nog uit namen in de omgeving zoals Leegland en Visquarder Maar.
Bij een in 1913 in de omgeving van Visquard uitgevoerde opgraving werden urnen en grafgiften gevonden, die op grond van vorm en versiering als voorchristelijk worden beschouwd. Verder werd een vuurplaats gevonden met versgebakken handgevormde kleiballen, die waarschijnlijk werden gebruikt om visnetten te verzwaren. Uit stratigrafische gegevens van een latere opgraving rond 1961 werd bepaald dat het gebied al in 800 na Christus was bewoond.
Sinds de 13e eeuw was Visquard een zetel van Friese hoofdelingen. Het telde twee steenhuizen op hege wieren: een in het noordwesten, en de andere in het zuidoosten van het dorp. De hege wier in het noordwesten is opgeofferd aan de ruilverkaveling van de jaren vijftig, maar de kleinere is behouden gebleven. De eerste hoofdeling van wie de naam in de annalen van het dorp voorkomt, is Siebrand Ulberna van Visquard. Hij regeerde in de eerste helft van de 14e eeuw en gaf samen met de hoofdelingen van Westerhusen, Hinte en Twixlum en de drost Wiard van Emden een wetboek uit. De tweede hoofdeling die in de bronnen wordt genoemd is Wygert tho Visquarden.
De kerk van Visquard is waarschijnlijk tussen 1250 en 1275 gebouwd. Door dijkveranderingen en het dalen van het grondwaterpeil dreigden eind 18e eeuw de vier gewelven in te storten. Slechts het koorgewelf bleef behouden. Het kerkorgel dateert uit 1660 en werd in 1969 door het Nederlandse orgelbouwbedrijf Reil geheel gerestaureerd. Het houtsnijwerk van de kansel werd in 1729 gemaakt door een grafkistenmaker uit Emden. Een stenen zonnewijzer aan de westelijke buitenmuur van de kerk toont het wapen van de stichter, graaf Edzard II van Oost-Friesland, en zijn echtgenote Catharina van Zweden. Naast de kerk staat de klokkentoren met trapgevel die waarschijnlijk uit 1300 dateert en voorzien is van twee klokken.
In de omgeving van Visquard bevonden zich twee kloosters: het klooster Dykhusen uit 1378, dat in 1531 werd verwoest bij een brandaanslag door Balthasar Oomkens van Esens, en het klooster Appingen, dat de toen dakloos geworden nonnen uit Dykhusen opnam.